# Robert Rutledge
Robert Rutledge (Los Angeles, 3 de junho de 1948 — 15 de dezembro de 2001) é um sonoplasta estadunidense. Venceu o Oscar de melhor edição de som na edição de 1986 por Back to the Future, ao lado de Charles L. Campbell.